# Ammonitoceras
Genre
Ammonitoceras Dumas, 1876 est un genre fossile d'ammonites de la famille des Ancyloceratidae, du Crétacé inférieur (Aptien inférieur à Aptien supérieur). Le genre est connu en Europe et en Afrique.
L'espèce type est Ammonitoceras ucetiae, décrite par le paléontologue français Émilien Dumas en 1876.

## Description
Ammonite de grande taille (44 cm de diamètre pour l'espèce A. dumasi Delanoy et al., 2017). « Spire se déroulant faiblement au niveau de la loge d’habitation. Ornementation d’abord constituée de côtes principales portant un tubercule péridorsal et un tubercule latéral donnant naissance à 2-3 côtes secondaires, et de côtes intercalaires en nombre variable et non tuberculées ».

## Liste de genres de la famille Ancylocertidae
Liste des genres selon GBIF (28 octobre 2021) :
- genre † Acanthoptychoceras Manolov, 1962
- genre † Acrioceras Hyatt, 1900
- genre † Ammonitoceras Dumas, 1876
- genre † Ancyloceras d'Orbigny, 1842
- genre † Anglesites Delanoy & Busnardo, 2007
- genre † Audouliceras Thomel, 1964
- genre † Australiceras Whitehouse, 1926
- genre † Berthouceras Vermeulen, Lépinay & Mascarelli, 2011
- genre † Breskovskiceras Vermeulen & Lazarin, 2007
- genre † Colchidites Djanelidzé, 1924
- genre † Coopericeras Vermeulen & Lazarin, 2007
- genre † Crioceratites Léveillé, 1837
- genre † Eoleptoceras Manolov, 1962
- genre † Gonneticeras Vermeulen & Lazarin, 2007
- genre † Hamiticeras Anderson, 1938
- genre † Hamulinites Paquier, 1901
- genre † Helicancylus Gabb, 1869
- genre † Hoheneggericeras Delanoy, Baudouin, Gonnet & Bert, 2008
- genre † Huastecoceras Cantu-Chapa, 1976
- genre † Karsteniceras Royo y Gomez, 1945
- genre † Koeneniceras Mikhailova & Baraboshin, 2002
- genre † Lazariniceras Vermeulen, Lépinay & Mascarelli, 2011
- genre † Leptoceratoides Thieuloy, 1966
- genre † Mkuzeiella Klinger & Kennedy, 2008
- genre † Monsalveiceras Kakabadze & Hoedemaeker, 1997
- genre † Orbignyiceras Gérard & Contaut, 1936
- genre † Paracrioceras Spath, 1924
- genre † Pedioceras Gerhardt, 1897
- genre † Pseudoancyloceras Stenshin, Shumilkin & Uspensky, 2014
- genre † Pseudoaustraliceras Kakabadze, 1981
- genre † Pseudobarrancyloceras Vermeulen et al., 2013
- genre † Pseudocrioceras Spath, 1924
- genre † Sabaudiella Busnardo, Charollais, Weidmann & Clavel, 2003
- genre † Sabaudiella Vašícek & Hoedemaeker, 2003
- genre † Sarkariceras Vermeulen, 2006
- genre † Taxyites Delanoy, Madou, Penagé, Baraterro & Lhaumet, 2008
- genre † Tonoceras Hyatt, 1900
- genre † Tonohamites Spath, 1924
- genre † Toxancyloceras Delanoy, 2003
- genre † Toxoceras d'Orbigny, 1842
- genre † Toxoceratoides Spath, 1924
- genre † Tropaeum Sowerby, 1837
- genre † Vasicekites Vermeulen, 1998
- genre † Volgoceratoides Mikhailova & Baraboshin, 2002
- genre † Xerticeras Delanoy, Moreno-Bedmar, Ruiz & Tolós Lládser, 2013